# Marko Marković (umjetnik)
Marko Marković (Osijek, 1983.) je hrvatski aktivistički umjetnik. Najčešće se izražava kroz politički subverzivan performans i/ili happening, koji često uključuje body art prakse poput ranjavanja, rezanja, pa i autokanibalizma.

## Životopis
Diplomirao je slikarstvo na Umjetničkoj akademiji Sveučilišta u Splitu, u klasi Gorkog Žuvele. Osim slikarstva bavi se i drugim medijima: video, instalacije, ambijent, performans, happening, akcije i intervencije. U svojim radovima često animira i uključuje publiku. Pokretač je te ujedno i član fleksibilne formacije Adistia, grupe koja djeluje na raznim poljima umjetnosti. Sudjelovao je na brojnim izložbama, radionicama, festivalima i tribinama u zemlji i inozemstvu. Glavni je organizator festivala izvedbenih umjetnosti pod nazivom Dani Otvorenog Performansa u Splitu - DOPUST
(http://dopust.blogspot.com/). Član je hrvatskog društva likovnih umjetnika u Splitu. Frontmen je u performativnom punk/noiz/electro bendu Ilija i Zrno Žita.

## Stvaralaštvo
Tematika socijalne, ekonomske i egzistencijalne pozicije umjetnika, kao i njegove uloge u društvu, provlači se u pozadini niza njegovih radova. Često je polazište u njegovim radovima revolt, etički stav umjetnika, i želja za društvenom promjenom.

#### Eksponat
U okviru Dana otvorenog performansa 2008., splitskoj se publici na otvorenju radom Eksponat predstavio sam idejni začetnik ovog događanja, Marković. Polagano ispisujući tekst na zidu sadržaja: “Ovim radom izlažem sebe kako bih zaradio novac koji mi je potreban za životne troškove i neplaćene račune/ kao zaposlenik u ovoj galeriji moj posao nalaže čuvanje eksponata u izložbenom prostoru/ na radnom mjestu u doglednome radnom vremenu ja čuvam samoga sebe kako bi zaradio na samome sebi/ to i jest svrha ovoga rada, čista zarada”, umjetnik je aktualizirao pitanje može li se živjeti od umjetnosti. Marković je tu bio i umjetnički artefakt, i izvođač, i čuvar istoga. Nakon same izvedbe ponudio je svima iz publike koji se nalaze u sličnoj situaciji da mu se jave, s obećanjem da će im u kasnijem drugom dijelu performansa osigurati jednokratan honorar za sudjelovanje. Dva mjeseca kasnije to je i učinio, plativši članovima publike simboličan iznos u kuvertama.

#### Superrevolucija
U akciji Superrevolucija režirao je u javnom prostoru sakupljanje plastičnih boca za reciklažu. Svakodnevnu sliku, koja posljednjih godina najbolje ukazuje na dramatične ekonomske i socijalne podjele u hrvatskom društvu, umjetnik je iskoristio i nadogradio, potenciravši njenu vidljivost i masovnost fenomena.

#### Iglanje
Većina Markovićevih projekata ima jako izraženu socijalno-kritičku dimenziju, a tako je i s ciklusom galerijskih performansa Iglanje. Marko Marković u performansu HR08 kao dijelu ciklusa Iglanje, održanog u Galeriji zagrebačkog Studentskog centra u okviru 5. velesajma kulture 2008.g, doživljava aktualnu situaciju u Hrvatskoj - ekonomsku krizu, pad standarda, procvat organiziranog kriminala, nezadovoljstvo, osjećaj nemoći, razočaranje "kao da nas netko probada iglama". Kako bi prikazao doživljaj hrvatske stvarnosti, stao je ispred nacionalne zastave i trpio gađanje iglama. Posjetitelji su gađali nacrtanu crnu šahovnicu na umjetnikovim grudima. Marković je sličan performans izveo u Splitu tijekom američkih predsjedničkih izbora gdje je scenografija uključivala obrisnu kartu Balkana s crnim zvjezdicama, dok ga je premijerno upriličio u Prištini, no tada je na prsima imao iscrtane crne zvjezdice jer je želio ukazati na negativan utjecaj Europske unije. Svaka izvedba Iglanja, pojašnjava Marković, interpretira aktualnu političku i društvenu situaciju u odnosu na kontekst u kojem se događa. Jedina konstanta je bol, trpljenje.

#### Samojed
Kao i Iglanje, sljedeći ciklus performansa Samojed nije završena serija. Dok je u Iglanju publika mogla preuzeti aktivnu ulogu, sudjelujući u pomalo sadističkom ritualu, u Samojedu se publiku provocira da napusti pasivnu poziciju. Svojim prisustvom i nedjelovanjem, publika postaje suučesnikom u nečemu što je u osnovi autokanibalističi čin. Time oba ciklusa performansa uključuju i pitanje odgovornosti publike.

##### Prvi dio ciklusa Samojed
Na drugom izdanju Festivala performansa DOPUST u Splitu, 2009., u prvom performansu iz ciklusa Samojed, Marković je iz slamčice, koja je bila "prikopčana" direktno na venu, pio vlastitu krv. Na takav način demonstrirao je kako nam u ovoj bijednoj državici preostaje jedino strategija preživljavanja pijenjem vlastite krvi, i to doslovno. Performans se sastojao od dva oprečna dijela: u početnom dijelu publici se dijeli šećerna vuna crvenkaste boje, a onda, nakon slatkog, dolazi gorki dio priče, kada uz pomoć medicinske sestre, kroz cjevčicu spojenu na venu pije vlastitu krv, gledajući direktno u lica prisutnih. "Riječ je", kaže, "o onim situacijama u kojima nam se pred očima servira nešto zavodljivo i omamljujuće poput reklama, a iza toga se pojavljuje ona gorčina koju prikazujem ispijanjem svoje krvi."

##### Drugi dio ciklusa Samojed
U drugom dijelu ciklusa Samojed na Drugom Zagrebi! Festivalu (Močvara, Zagreb, 12. rujna 2009.), Marković u performansu od krvi ostvaruje prijelaz na meso, na "hranjiviji" dio tijela, međutim, s izvedbenom razlikom. Istina, i ovdje se prvo odvija bezazleniji dio priče u kojem se pojavljuje konobar pored svečano opremljenog stola, a onda tu sliku razbija dolazak asistentice medicinske sestre koja poseže za njegovom lijevom rukom i skalpelom, te odsijeca komadić mesa i stavlja na umjetnikov tanjur. Marković poseže za vilicom i nožem i jede vlastito tkivo. 'Nekada su ljudi jeli ljude, no danas izjedaju sami sebe te pritom stvaraju materijalno i duhovno nasljeđe osuđeno na propast. Zbog okolnosti u kojima se nalaze, povlače drastične poteze te su nekada spremni žrtvovati i sami sebe zbog okoline društva, politike, ljubavi, mržnje i statusa koji se nameće nad njihovom slobodom', objašnjava Marković svoj čin. Činom autokanibalizma, kao i ranijim pijenjem vlastite krvi, kroz metaforu pokazuje da nam jedino to preostaje kao posljednja pobuna protiv ne/kulture na vlasti. Marković kroz ovakvu praksu body arta izražava radikalni politički protest gdje se direktno suprotstavlja cinizmu državotvornih moći na vlasti koja od ljudi - poslušnih, poniznih građana - oblikuje vampire s autokanibalističkim strategijama preživljavanja.

#### Građani
U okviru happeninga Građani u Galeriji umjetnina u Splitu, 2009., ovaj osječko-splitski umjetnik posjetiocima je pri ulasku u izložbeni prostor, sačinjen u bojama trobojnice, nudio mogućnost konzumiranja čokoladnih portreta studenata Nezavisne studentske inicijative iz Splita, serviranih na "zastavi". Time se autor zaustavio na studentima koji su se iskazali kao aktivni građani, kao građani otvorenih očiju i svijesti koji vide drugu stranu zastave, odnosno, sve ono što se događa iza kulisa koje razotkrivaju sramotne afere državnih dužnosnika i poduzetnika i gdje mračne mentalne strategije rasula morala pokazuju čvrstu spregu politike i mafije.

#### Druga strana zastave
Happening Druga strana zastave, izveden povodom izložbe T-HT, MSU, u Zagrebu, 26. veljače 2010, svojevrsna je proširena glazbeno-scenska inačica ranije izvedenog happeninga Građani, u kojem je propitivao odnos građana i sramotne korumpirane i moralno iskrivljene države. Naime, autor je napisao pjesmu Druga strana zastave:
Ja imam jednu zastavu koja me je ostavila.
Imam jednu državu što me zaboravila.
Druga strana zastave krvavog je lika.
Druga strana zastave iskrivljena slika.
Druga strana zastave nema niti boje.
Druga strana zastave svi se jako boje (...)
Ovo punk glazbeno-scensko događanje odvijalo se tako da su izvođači sa zrcalnim krunama na glavi gledali, leđima okrenuti publici, prema ogromnoj zidnoj trobojnici. Na leđima su im bile oslikane šahovnice s crnim poljima koje su simbolizirale crno razdoblje u kojem se nalazimo već dvadeset godina. U sredini nastupa, usred bučne dionice, Marković silazi u publiku, te sa svojih grudi dijeli kocke hrvatskog grba načinjene od čokolade (crne, mračne, samo naizgled slatke) koje predstavljaju ostatak građanstva, pa i te koji trenutno konzumiraju (sami sebe). Ovaj jestivi performans upozorava na kanibalizam naših političkih struktura koji je okrenut prema nama - građanima (seljacima, radnicima, umirovljenicima, srednjoškolskim profesorima itd.).

#### Uzorno odijelo
Performans Uzorno odijelo (2011.) ukazuje na činjenicu da se radnička klasa u Hrvatskoj, bas kao u većini zemlja zahvaćenih globalnom gospodarsko - ekonomskom krizom, nalazi u najnepovoljnijem položaju. Boreći se za vlastita prava udružuju snage na prosvjedima i zajedno se bore protiv nepravednih sustava i ustaljenih konvencija. Radnici tvrtke Dalmacijavino i splitske tvornice tekstila Uzor samo su kapi u moru nezadovoljnih kolektiva s kojima pojedinac suosjeća. Nakon niza prosvjeda ova dva kolektiva udružuju snage s umjetnikom Markom Markovićem izvodeći zajednički performans na festivalu DOPUST u Splitu. U alternativnom, umjetničkom svijetu uz pjesmu Kuda plovi ovaj brod u izvedbi radnika Dalmacijavina, radnice Uzora uzimaju krojačke mjere umjetnika i čitaju svoj manifest te zajedno šalju istu poruku: Ne želimo ničiju milostinju, svoj novac hoćemo zaraditi! Krojeći odijelo za umjetnika/ radnika teže stvoriti novi kroj društva.... Šaljući umjetnika u svijet, odjevenog u Uzorno odijelo kako i priliči, njihova poruka se materijalizira i širi. Upoznavanjem onoga što obilježava život običnih ljudi u opreci s kulturnim i političkim estetama, upoznavaju se i kategorije uobičajenih shvaćanja koje je potrebno srušiti ili preoblikovati kako bi se dokazalo da je moguće misliti šire i obuhvatiti nešto što tim značenjem nije predviđeno. Pojedinačno postaje kolektivno, a lokalno postaje globalno.
Za performans Uzorno odijelo osvojio je 2011. nagradu Radoslav Putar.

#### Manifest umjetnika, radnika i državnika
Marković također sudjeluje na 15. Biennalu mladih umjetnika Europe i Mediterana (BJCEM) (http://www.bjcem.org/ )u Solunu (6.10. – 6.11.2011.), a s njegovim performansom Manifest umjetnika, radnika i državnika (trokanalni video) otvorena je izložba hrvatskih predstavnika u Galeriji MKC Split u Domu mladih u prosincu 2011. CV, koji, prema obrazloženju žirija, dovodi u pitanje konvencionalnu formu komunikacije, službenog predstavljanja i recepcije identiteta u formi životopisa, kakva se obično koristi u potrazi za zaposlenjem. Polazišna točka je autorovo osobno ime koje u hrvatskom jeziku (poput engleskog Johna Smitha) predstavlja univerzalno ime, te stoga postaje glas 'svatkovića', anonimnih pojedinaca. Duhovito i ironično intonirana autobiografska nabrajalica sumira uzorke stečenih edukacija, kvalifikacija, umijeća i vještina, a pritom izvedbom više lica i glasova, te ulogom nepouzdanog pripovjedača, remeti red i jasnoću primanja stvarne slike. Vrtoglavom perspektivom 'pripovijedanja' stvorena je pomutnja u odgonetavanju lika i djela Marka Markovića, a pažnja je preusmjerena na 'čitanje' portreta mlade tranzicijske generacije, dotičući se kroz problem nezaposlenosti i ispodprosječnog životnog standarda i opće slike preživljavanja prosječnih građana.

## Vanjske poveznice
http://www.culturenet.hr/default.aspx?ID=37030
http://www.mkcsplit.hr/frameset.htm  Arhivirana inačica izvorne stranice od 7. ožujka 2012. (Wayback Machine)
http://www.mmsu.hr/Default.aspx?art=363%5Bneaktivna+poveznica%5D